# منتخب البرازيل لكرة اليد
منتخب البرازيل لكرة اليد هو الممثل الرسمي للبرازيل في كرة اليد.

## بطولة العالم
| - ألمانيا 1938 : - السويد 1954 : - ألمانيا الشرقية 1958 : 13 - ألمانيا الغربية 1961 : - تشيكوسلوفاكيا 1964 : - السويد 1967 : - فرنسا 1970 : - ألمانيا الشرقية 1974 : - الدنمارك 1978 : - ألمانيا الغربية 1982 : - سويسرا 1986 : | - تشيكوسلوفاكيا 1990 : - السويد 1993 : - آيسلندا 1995 : 24 - اليابان 1997 : 24 - مصر 1999 : 16 - فرنسا 2001 : 19 - البرتغال 2003 : 22 - تونس 2005 : 19 - ألمانيا 2007 : 19 - كرواتيا 2009 : 21 |

## روابط إضافية
- The national handball team